# Coupe de Monte-Carlo
La Coupe de Monte-Carlo, ou Course de côte de la Mi-Corniche, était une compétition automobile disputée en Principauté de Monaco durant les années 1920, le plus souvent aux alentours de l'équinoxe de mars, mais aussi le 11 novembre pour les deux dernières éditions.

## Histoire
En 1922 et 1923, elle fut organisée par la Sport Automobile et Vélocipédique de Monaco (ou SAVM), puis jusqu'à sa disparition par l’Automobile Club de Monaco, qui remplaça la SAVM le 29 mars 1925.
Elle se déroulait durant la "Semaine automobile de Monaco", sur une distance comprise entre trois-quart de kilomètre (première année) et 1 kilomètre 609 mètres (en 1927 et 1928), le plus souvent exactement sur le kilomètre (les autres années), en empruntant la route dite de la Moyenne Corniche (actuelle D2564, sur la Nationale 7, ex- route de Gênes devenue sur ce tronçon la D6007).
Le record de l'ascension sur le kilomètre est établi en 1926 par André Morel, en 37 s 2.
Delage et Bugatti se partagent le record du nombre de victoires.
(Nota Bene: elle ne doit pas être confondue avec le Grand Prix Sport dit "de la Corniche", disputé au Maroc de 1968 à 1971, ni avec la côte du Mont des Mules, également proche de Monaco, courue sur 3 kilomètres de 1925 à 1933 et remportée en 1926 et 1928 par William Grover-Williams. Bien antérieurement, la course de côte dite côte de l'Esterel (près de Cannes), créée en 1900, empruntait le trajet dit "de la Nouvelle Corniche d'Or".)

## Palmarès
| 1922 | Louis Meignen   | Farman                    |              |              |
| 1923 | René Thomas     | Delage "Sprint I" 5L.     |              |              |
| 1924 | Non disputée    | Non disputée              | Non disputée | Non disputée |
| 1925 | Robert Benoist  | Delage "Sprint II" 6L.    |              |              |
| 1926 | André Morel     | Amilcar 1.1L. 6 cylindres |              |              |
| 1927 | Edmond Bourlier | Delage 2LCV 12 cylindres  |              |              |
| 1928 | Louis Chiron    | Bugatti 2L.               |              |              |
| 1929 | Non disputée    | Non disputée              | Non disputée | Non disputée |
| 1930 | René Dreyfus    | Bugatti T35B              |              |              |
| 1931 | Non disputée    | Non disputée              | Non disputée | Non disputée |
| 1932 | Paul Morand     | Bugatti 2.3L.             |              |              |